# Jewgienij Romanow (Ostrowski)
Jewgienij Romanowicz Romanow (Ostrowski), ros. Евгений Романович Романов (Островский) (ur. 13 września 1914 w Jekaterynosławiu, zm. 7 września 2001 w Sofii) – radziecki szachista i publicysta szachowy, redaktor kolaboracyjnej gazety w okupowanym Dniepropietrowsku podczas II wojny światowej, emigracyjny działacz polityczny, wydawca i publicysta, pisarz
Urodził się pod nazwiskiem Ostrowski. W 1929 r. ukończył szkołę średnią w Dniepropietrowsku, po czym rozpoczął pracę na poczcie. W latach 30. był szachistą, uczestniczył w krajowych i międzynarodowych turniejach szachowych. W 1934 r. wygrał mistrzostwo obwodu dniepropietrowskiego, a następnie został czempionem Stowarzyszenia "Szachtior". Jednocześnie debiutował jako publicysta tematyki szachowej. W 1935 r. rozpoczął naukę w Instytucie Górskim. Na początku 1941 r. został aresztowany przez NKWD. Po zajęciu Dniepropietrowska przez wojska niemieckie pod koniec sierpnia tego roku, wypuszczono go na wolność, po czym podjął kolaborację z okupantami. Objął funkcję redaktora naczelnego gazety kolaboracyjnej. Otworzył też księgarnię miejską, która służyła za konspiracyjne miejsce spotkań funkcjonariuszy niemieckich służb specjalnych z ich donosicielami. Jesienią 1943 r. ewakuował się wraz z Niemcami do III Rzeszy. W 1944 r. wstąpił do Narodowego Związku Pracujących (NTS). Po zakończeniu wojny uniknął deportacji do ZSRR. Zmienił nazwisko na Romanow. Przebywał w obozie dla dipisów pod Kasselem. W 1946 r. współtworzył czasopismo literackie i sztuki "Grani". Pełnił funkcję jego redaktora naczelnego do 1951 r. Jednocześnie w latach 1947–1954 stał na czele nowo utworzonego wydawnictwa NTS "Posiew". Od 1955 r. ponownie redagował czasopismo "Grani". W latach 1984–1995 przewodniczył NTS. W 1999 r. wyszła jego książka pt. "W bor'bie za Rossiju".